# 고대 그리스 청동 투구
고대 그리스 청동 투구(古代 그리스 靑銅冑)는 손기정이 독일 베를린에서 열린 1936년 하계 올림픽 마라톤 경주에서 우승한 것을 기념하는 선물로 받은 고대 그리스의 청동 투구이다. 높이는 21.5cm이며 손기정 투구라고도 불린다. 보물 제904호로 지정되었으며, 국립중앙박물관에 소장되어 있다.  
대한민국의 문화재들 중에서는 몇 안 되는 유럽에서 제작된 물건이다. 2020년을 기준으로 대한민국의 보물들 중에서 한국과 문화의 연관성이 전혀 없는 유물은 권응수장군유물-장검(일본 장검) 및 강화 전등사 철종(중국 종)과 함께 단 3개뿐이다.

## 역사
1875년에 독일의 고고학자가 그리스 올림피아 유적에서 제우스를 모신 신전에서 발견한 것으로, 코린토스 양식의 투구에 해당된다. 이 코린토스 양식은 아주 초기의 것으로 기원전 8세기에서 7세기경에 주로 사용되었다. 기본 형태가 머리 쪽은 원형이고 얼굴 부분은 아래쪽이 잘록해져 좌우로 벌어졌으며, 코까지 덮도록 되어 있다. 또한 착용했을 때에 눈과 입을 제외한 모든 부분을 가리도록 설계된 것이 특징이다. 머리를 비롯하여 목과 뺨뿐만 아니라 목까지도 보호하도록 고안되었다. 다른 고대 그리스의 투구들과 마찬가지로 맨 꼭대기 부분에 말갈기 모양의 깃 장식을 붙여 더 강하고 사납게 보이도록 하였다. 현재 투구의 뒷면 하단부에 1cm 정도의 구멍 2개와 2mm 정도의 미세한 구멍이 하나 있으며, 거의 완전한 원형을 유지하고 있다.
이 투구는 원래 독일 베를린에서 열린 1936년 하계 올림픽 마라톤에서 우승한 손기정에게 기념 선물로 전달될 예정이었으나, 국제 올림픽 위원회가 메달 이외의 부상이 아마추어 정신을 훼손한다고 판단하여 허용하지 않았기 때문에 무산되었고, 한동안 베를린 샤를로텐부르크 박물관에 소장되었다., 1975년에 손기정이 앨범 정리 도중에 독일 베를린의 박물관에 이 투구가 전시되어 있다는 사실을 확인하고 대한민국에 반환해 줄 것을 요구했으나, 독일 올림픽 위원회의 반대로 무산되었고, 손기정은 투구 복제품을 주겠다는 독일 올림픽 위원회의 제안도 거절했다. 1986년에는 그리스 올림픽 위원회와 브라디니 신문사가 투구의 반환을 주선했고, 손기정은 독일 올림픽 위원회가 주최한 베를린 올림픽 50주년 기념 행사에서 투구를 반환받았다. 손기정은 이 투구가 민족의 것이라고 판단하여 1994년에 대한민국 정부에 기증했다.

## 참고 자료
- 고대 그리스 청동 투구 - 국가유산청 국가유산포털
- 본 문서에는 서울특별시에서 지식공유 프로젝트를 통해 퍼블릭 도메인으로 공개한 저작물을 기초로 작성된 내용이 포함되어 있습니다.